# Universo Marvel
O Universo Marvel (ou Terra-616) é o universo compartilhado onde ocorrem as histórias na maioria dos títulos de quadrinhos americanos e outras mídias publicadas pela Marvel Entertainment e Marvel Comics. Super-equipes, como os Vingadores, os X-Men, o Quarteto Fantástico, os Guardiões da Galáxia, os Defensores, os Inumanos e outros super-heróis Marvel vivem neste universo, incluindo personagens como Homem-Aranha, Capitão América, Homem-Formiga, Capitã Marvel, Homem de Ferro, Thor, Hulk, Feiticeira Escarlate, Viúva Negra, Doutor Estranho e muitos outros.
O Universo Marvel é retratado como existente dentro de um "multiverso" composto por milhares de universos separados, todas as quais são as criações da Marvel Comics e todas elas, em certo sentido, "Universos Marvel". Neste contexto, "Universo Marvel" é levado a se referir à continuidade mainstream Marvel, que é conhecida como Terra-616 ou Terra Prime.

## História
Embora o conceito de um universo partilhado não fosse novo ou único na banda desenhada em 1961, Stan Lee, Jack Kirby e Steve Ditko, dentre outros, criaram diversos títulos em que o que acontecia num deles tinha repercussões nos restantes. Por outro lado, as séries continuadas permitiam que os personagens crescessem e mudassem. Era frequente o herói principal de um título aparecer noutro, fosse com um pequeno ou grande papel na história que era narrada. A certa altura, alguns destes heróis também integraram títulos de equipes, às quais passavam a pertencer, como os Vingadores. Não se tratava da primeira vez que os personagens da Marvel interagiam – Namor e o Tocha Humana original tinham sido rivais durante a Era de Ouro da Marvel – mas era a primeira vez que os personagens da mesma editora de banda desenhada pareciam partilhar o mesmo mundo.
Ao longo dos tempos, alguns escritores da Marvel convenceram os seus editores a incorporar a ideia de um multiverso. Tal permitia criar vários universos fictícios que, de um modo geral, não se sobrepunham. O que acontecia na Terra do principal universo Marvel (Terra-616, ver abaixo Continuidade e Universos Paralelos) não influenciava os acontecimentos numa outra Terra de outro universo. No entanto, alguns argumentistas escreveram histórias em que personagens de um universo visitavam outro universo e interagiam com os personagens deste, o que era encarado editorialmente como um crossover.
Alguns argumentistas da Marvel Comics desejavam um crossover com a Liga da Justiça da DC Comics, uma equipe composta por Batman, Super-Homem, Mulher-Maravilha, Aquaman e Lanterna Verde, entre outros. No entanto, naqueles tempos, os crossovers intereditoriais não se realizavam. Como tal, foram escritas uma série de histórias sobre o Esquadrão Supremo, um grupo de super-heróis de uma Terra alternativa – que não pertencia ao Universo Marvel principal – que muito se assemelhavam à Liga quanto aos seus poderes e passado, apesar de terem nomes e fatos diferentes dos originais, o que permitia à Marvel invocar uma negação plausível de plágio. O facto dos argumentistas dessas histórias terem tratado este acontecimento não como uma partida, mas com grande respeito, permitiu os desejados crossovers.
Em 1982 a Marvel publicou a minissérie Contest of Champions (no Brasil - Torneio dos Campeões), na qual a maioria dos principais heróis da editora na altura foi reunida para lidar com uma ameaça.
Os títulos principais do universo Marvel ocorriam em Nova Iorque, tentando retratar a cidade e o mundo realisticamente com a presença de super-humanos a afetar a vida dos cidadãos comuns das mais variadas formas.
Em 1986, por altura do 25º aniversário da Marvel Comics, o então director Jim Shooter lançou uma nova linha editorial, intitulada o Novo Universo, a qual pretendia ser ainda mais realista quanto à presença de indivíduos com superpoderes no nosso planeta. No entanto, não teve muito sucesso e nenhum dos seus títulos alcançou os 3 anos de existência.
Ao longo dos anos, à medida que o número de títulos publicados aumenta e o volume de histórias passadas se acumula, é cada vez mais difícil manter a consistência interna, sem que ocorram erros de continuidade. Ao contrário da sua principal rival DC Comics, a Marvel nunca recomeçou de um modo drástico toda a sua continuidade. Existiram algumas tentativas menores nos últimos anos, tendo como preocupação chegar aos leitores neófitos que desconhecem as décadas constantes do passado dos personagens. O exemplo mais visível foram os títulos Heróis Renascem, nos quais alguns dos maiores heróis da Marvel estiveram exilados durante cerca de um ano.
Uma tentativa maior foi feita com as revistas da linha Ultimate Marvel. Estas séries de títulos numa continuidade não relacionada com a principal, essencialmente recomeçaram o universo Marvel desde o seu início, com novas abordagens. Esta tentativa é considerada um sucesso e as suas revistas são das mais vendidas nos EUA.

## Locais
Existem alguns locais que figuram permanentemente como cenário das aventuras do Universo Marvel. Alguns são locais reais e outros ficcionais.

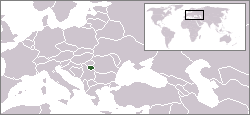
Mapa da Europa do Universo Marvel, em destaque, a Symkaria e a Latvéria.

- Nova Iorque - cidade onde se passa a maioria das histórias da Marvel Comics.
- Asgard - um dos nove reinos, é a morada dos deuses, onde vivem Thor, Odin e Loki.
- Edifício Baxter - edifício ficcional, primeira sede e residência do Quarteto Fantástico, já destruído.
- Universidade do Empire State - universidade ficcional onde Peter Parker (Homem-Aranha) frequentou a faculdade.
- Torre Stark - sede das Indústrias Stark. Lá está instalado o Reator Ark.
- Sanctum Sanctorum - casa ficcional do Doutor Estranho, localizada em Greenwich Village.
- A Gruta - prisão ficcional de alta-segurança para prisioneiros com superpoderes.

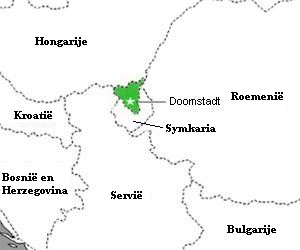
Mapa onde se localizaria a Latvéria (em verde) e sua capital, Doomstadt.

Bandeira da Latvéria

- Latvéria - Um país ficcional governado por Victor Von Doom / Doutor Destino. Situa-se entre a Hungria, Sérvia e Romênia. Sua população seria de 500 mil pessoas (segundo censo de 1985). É um país montanhoso cercado pelas Montes Cárpatos, governado pelo vilão Doutor Destino desde que depôs a antiga realeza.[2] Seus principais Grupos étnicos são alemães, húngaros, romenos e ciganos.[3]

- Wakanda - Uma nação ficcional africana governada por T'Challa / Pantera Negra. Notabiliza-se por ser uma nação de costumes ancestrais, mas repleta de tecnologia avançadíssima. Foi em Wakanda que o Alto Evolucionário fez uma de suas bases, durante a saga conhecida como "A Guerra do Alto Evolucionário". Também é onde se encontram as maiores jazidas de Vibranium, o metal capaz de absorver energia e som.
- Terra Selvagem - Uma região de temperatura alta na Antártica onde vivem animais dados como extintos, como dinossauros. É mais conhecida, porém, como o lar de Ka-Zar, o Senhor da Terra Selvagem (uma espécie de Tarzan da Marvel). Também lá se encontram jazidas de Vibranium, de um tipo especial, que derrete todo metal. É o único lugar do mundo onde este tipo de Vibranium existe.
- Atillan - Antigo lar dos Inumanos localizado no Himalaia.
- Zona Azul da Lua - localizada na parte escura da Lua, é um lugar onde existe oxigênio e atual lar dos Inumanos.
- Montanha Wundagore - na Trânsia (país fictício da Europa Central), lar do Alto Evolucionário e local de nascimento da Feiticeira Escarlate e irmão.
- Subterrânea - local abaixo da superfície terrestre, interligado por imensos túneis e cavidades. Lar do Homem-Toupeira, Tyrannus e dos seus inúmeros servos, Homens-Lava e outros.
- Recanto do Anjo - Base  da X-Force de Wolverine localizada na Montanhas Rochosas no Colorado.
- Subterrâneo do Poço de Piche do Museu La Brea localizada em Los Angeles - Base dos Fugitivos
- Mansão X - nome abreviado para Mansão Xavier, é a Base de Operações local de treinamento dos X-Men. Também usado como uma escola para adolescentes mutantes, o Instituto Xavier para Estudos Avançados, antigamente chamada de Escola Xavier para Jovens Superdotados (Xavier's School for Gifted Youngsters, no original). É também o quartel-general da Corporação X. Seu endereço é Avenida Graymalkin Lane, n° 1407, na cidade de Salem Center, no Condado de Westchester, Nova York.[5]
- Knowhere - uma cabeça decepada de um Celestial flutuante que serve de estação espacial e base para os Guardiões da Galáxia.[6]
- Ilha Muir é uma pequena ilha fictícia localizada no norte da Escócia, onde a Doutora Moira MacTaggert construiu seu Centro de Pesquisa Mutante. Sempre que necessário os X-Men vão até ela para solucionar algum impasse genético.
- Las Vegas - local da Base Gamma, onde o Hulk busca refúgio.
- Symkaria - país vizinho da Latvéria.[7]
- Morag - planeta onde Star-lord achou a Jóia do Poder.
- Xandar - Star-lord leva a Jóia do Poder para um colecionador de Xandar, depois de ser preso, os Guardiões da Galáxia levam depois para Os Prime.
- Instituto Ravencroft - é um era um grande sanatório no Condado de Westchester, Nova York, abriga vários super vilões e criminosos, como Cletus Kasady e Eddie Brock.
- Torre Oscorp - sede da Oscorp Industries, uma corporação multinacional de tecnologia e ciência, seu presidente é Norman Osborn / Duende Verde.

## Super-Grupos
O Universo Marvel é composto por vários grupos de super-heróis. Dentre eles encontram-se:
- Agentes de Atlas
- Agentes da Fortuna
- Agentes de Wakanda
- Academia de Vingadores
- Aracnídeos
- Bad Girls Ltda.
- Big Hero
- Campeões
- Cavaleiros da Marvel
- Clube-X
- Círculo Interno
- Contra Força
- Defensores
- Defensores Secretos
- Doze
- Esquadrão Omega
- Esquadrão Supremo (Terra-S)
- Esquadrão Supremo (Poder Supremo)
- Esquadrão Vitorioso
- Estrelas do Deserto
- Excalibur
- Exterminadores
- Fabulosos Vingadores
- Filhos da Meia-Noite
- Filhos do Tigre
- Força Tarefa
- Força V
- Fugitivos
- Fundação Futuro
- Geração X
- Guarda do Infinito
- Guardiões da Galáxia
- Heróis de Aluguel
- Iluminati
- Iniciativa
- Iniciativa Montana
- Inumanos
- Invasores
- Irmãs Stepford Cuckoos
- Jovens Vingadores
- Legião Jovem
- Novos Vingadores
- Novos Agentes de Atlas
- Novos Guerreiros
- Novos Mutantes
- Os Supremos
- Ordem
- Pesos Pesados
- Poderosos Vingadores
- Quarteto Fantástico
- Renegados
- Resistência dos Vingadores
- Retaliadores
- Senhoras Libertadoras
- Thunderbolts
- Tropa Alfa
- Tropa Gama
- Tropa Thor
- Verdade
- Vingadores
- Vingadores da Costa Oeste
- Vingadores I.A.
- Vingadores Secretos
- Vingança da Rainha
- X-Factor
- X-Men[8]
- X-Men Sombrios

## Grupos de Forças Especiais
- Armadura (A.R.M.A.D.U.R.A)
- Controle de Danos
- Espada
- Esquadrão Anexo
- Esquadrão Caça-Skrull
- FBI
- Hammer
- Júri
- MI6
- Serviço de Inteligência da Coreia do Sul
- S.H.I.E.L.D.
- Unidade Nacional de Intervenção
- X-Force
- S.O.C.O

## Grupos de Vilões
O Universo Marvel é composto por vários grupos de super-vilões.
Dentre eles encontram-se:
- Arautos de Galactus
- Cabala
- Cavaleiros do Apocalipse
- Circo do Crime
- Corporação
- Clube do Inferno
- Esquadrão Sentinela
- Esquadrão Sinistro
- Hidra
- I.M.A
- Imperio Secreto
- Irmandade dos Mutantes
- Irmandade da Seperte
- Mestres do Terror
- Quaterto Terrivel
- Quinteto Fênix
- Sexteto Sinistro
- Sindicato Sinistro
- Sociedade da Serpente

## Heróis Marvel
Esta é uma lista com os Heróis Marvel mais conhecidos e suas identidades. Os personagens aparecem com seus nomes completos, sendo que seus nomes vocatórios, hipocorísticos, alcunhas, epítetos e quando necessário seus títulos (monárquico, acadêmicos, etc) aparecem em negrito):

### Protagonistas de revistas em circulação regular da Marvel Comics (2024)
Caso um personagem não apareça na lista abaixo é porque ou não é um protagonista ou teve a sua revista cancelada. A lista não leva em consideração protagonistas de séries limitadas, ou seja minisséries e maxisséries com histórias fechadas, como é o caso dos Guardiões da Galáxia.
- Blade / Erik Brooks[9]
- Cavaleiro da Lua / Tenente Marc Spector + espírito do enéade (deus egípcio) Khonshu[10]
- Deadpool / Sargento Wade Winston Wilson[11]
- Dr. Estranho / Doutor Stephen Vincent Strange, Doutor (PhD) em Medicina (Strange possui grau de Medicinae Doctor, equivalente a Bacharel de Medicina no Brasil, mas também tem PhD, equivalente a Doutorado) [12]
- Demolidor / Matthew Michael Murdock,JD (Matt Murdock, Matt é hipocorístico de Matthew)
(Matt Murdock tem o grau de Juris Doctor, equivalente a Bacharel de Direito no Brasil, nos EUA o equivalente a Doutorado em Direito é o Scientiae Juridicae Doctor, SJD)[13]
- Garoto-Aranha / Bailey Briggs[14]
- Homem-Aranha / Peter Benjamin Parker[15]
- Homem-Aranha / Miles Gonzalo Morales[16]
- Hulk / Doutor Robert Bruce Banner, Doutor (PhD) em Física Nuclear[17]
- Justiceiro / Capitão Francis Castiglione (Frank Castle, Frank é hipocorístico de Francis, castle é "castelo" em inglês)[18]
- Motoqueiro Fantasma / Johnathan Blaze (Johnny Blaze, Johnny é hipocorístico de Jonathan) e o anjo/demônio Zarathos[19]
- Mulher-Aranha / Jessica Miriam Drew[20]
- Mulher Hulk / Jennifer Susan Walters (obteve a distinção Summa Cum Laude, o que indica que tenha mestrado e talvez doutorado)[21]
- Quarteto Fantástico[22]
  - Mulher Invisivel / Doutora Susan Victoria Storm-Richards (Sue Storm, Sue é hipocorístico de Susan)
  - Tocha Humana / Jonathan Lowell Spencer Storm (Johnny Storm)
  - Senhor Fantástico / Doutor Reed Richards (tem múltiplos doutorados)
  - Coisa / Benjamin Jacob Grimm (Ben Grimm, Ben é hipocorístico de Benjamin)
- Vingadores (membros atuais nas HQs/BDs, cada um tem revista própria, exceto Visão)[23][24]
  - Homem de Ferro / Doutor Anthony Edward Stark (Tony Stark, Tony é hipocorístico de Anthony), tem múltiplos doutorados (PhDs) em Física, Engenharia Elétrica e Engenharia Mecânica[25]
  - Thor Odinson / Rei Thor de Asgard[26]
  - Feiticeira Escarlate / Wanda Django Maximoff[27]
  - Pantera Negra / Doutor T'challa, Doutor (PhD) em Física/Rei T'challa de Wakanda[28]
  - Capitão América / Capitão Steven Grant Rogers (Steve Rogers)(Steve é hipocoristico de Steven)[29]
  - Capitã Marvel / Coronel Carol Susan Jane Danvers[30]
  - Visão
- X-men (membros atuais nas HQs/BDs)[31][32][33]
  - Ciclope / Scott Dayne Summers
  - Wolverine / Capitão James Howlett (pseudônimo: Logan) (também é protagonista de sua própria revista)[34]
  - X-23 / Laura Kinney
  - Vampira / Anna Marie LeBeau (sobrenome de solteira desconhecido) (alcunha: Raven, significa "gralha" em inglês)
  - Gambit / Remy Etienne LeBeau
  - Jubileu / Jubilation Lee
  - Lince Negra / Doutora Katherine Anne Pryde, Doutora (PhD) em Astrofísica (Kitty Pryde) (Kitty é uma alcunha e significa "gatinha" em inglês)
  - Noturno / Padre Kurt Wagner (legalmente mudado, originalmente era Kurt Szardos)
  - Rainha Branca / Emma Grace Frost (originalmente era uma vilã)
  - Míssil / Samuel Zachary Guthrie
  - Colossus / Piotr Nikolayevich Rasputin
  - Magia / Illyana Nikolaievna Rasputina
  - Ms. Marvel / Kamala Khan
  - Polaris / Lorna Sally Dane
  - Cristal / Alison Blaire (Ali Blaire)
  - Flama / Angelica Jones (Angel Jones)
  - Forge / Nome desconhecido
  - Fanático / Cain Marko (originalmente era um vilão)
  - Professor X / Professor/Doutor Charles Francis Xavier, Doutor (PhD) em Genética e Biofísica

## Vilões Marvel
Nesta lista estão presentes alguns dos vilões mais conhecidos da Marvel. Os personagens aparecem com seus nomes completos, sendo que seus nomes vocatórios, hipocorísticos, alcunhas, epítetos e quando necessário seus títulos (monárquico, acadêmicos, etc) aparecem em negrito):
Inimigos do Capitão América
- Caveira Vermelha / Johann Schimidt
- Dr. Arnim Zola

Arqui-inimigo do Demolidor
- Rei do Crime / Wilson Grant Fisk

Arqui-inimigo do Doutor Estranho
- Dormammu

Inimigos do Homem-Aranha
- Duende Verde / Norman Virgil Osborn (arqui-inimigo do Homem-Aranha)
- Duende Macabro / Jason Macendale Jr
- Electro / Maxwell "Max" Dillon
- Homem de Areia / William Baker ou Flint Marko
- Escorpião / Macdonald "Mac" Gargan
- Kraven, o Caçador / Sergei Nikolayevich Kravinoff
- Camaleão / Dmitri Anatoly nikolayevich smerdyakov
- Michael Morbius
- Venom / Edward "Eddie" Charles Allan Brock + Simbionte alienígena da espécie Klyntar
- Dr. Octopus / Dr. Otto Gunther Octavius
- Carnificina / Cletus Kassidy + Simbionte alienígena da espécie Klyntar
- Abutre (Marvel Comics) / Adrian Toomes

Arqui-inimigo do Homem de Ferro
- Mandarim / Eugene Sing Chen "Gene" Khan (nas HQs/BDs)/Xu Wenwu (no cinema) (no cinema o personagem não lutou contra o herói, mas contra o seu próprio filho: Shang-Chi).

Arqui-inimigo do Motoqueiro Fantasma
- Coração Negro / Blackheart S.Blackwist

Inimigos do Quarteto Fantástico
- Dr. Destino / Doutor Victor Werner von Doom, PhD/Rei Victor I da Latvéria
- Galactus

Inimigos do Pantera Negra
- Erik Kilmonguer / N'jadaka
- Garra sônica / Ulysses Klaw

Inimigos de Thor;
- Loki Laufeyson
- Surtur

Inimigos dos Vingadores (como grupo coletivo)
- Kang, o Conquistador / Nathaniel Richards (nome humano)/Faraó Rama-Tut
- Ultron Pym (adotou o sobrenome de seu criador Hank Pym)
- Thanos

Inimigos dos X-Men / Irmandade dos Mutantes
- Magneto / Max Eisenhardt (nome de batismo)/ Erik Magnus Lensherr (pseudônimo)
- Mística / Raven Darkhölme
- Dentes-de-Sabre / Victor Creed
- Fênix Negra / Jean Elaine Grey-Summers
- Groxo / Mortimer "Mort" Toynbee
- Apocalipse / Faraó En Sabah Nur

## Continuidade
Os acontecimentos da maioria das revistas da Marvel Comics passam-se numa continuidade conhecida como Terra-616. Este conceito de continuidade na Marvel Comics não é sinónimo de dimensão ou universo. Por exemplo, personagens como Mephisto e Dormammu são de dimensões alternativas e os Celestiais de um outro universo, mas todos pertencem à continuidade da Terra-616. Uma continuidade também não deve ser confundida com uma linha editorial. Por exemplo, se é verdade que as revistas da linha Marvel UK se passam numa continuidade diferente, a maioria dos títulos da linha MAX também se passam na continuidade da Terra-616. Outras continuidades além da Terra-616 incluem:
- Alterniverse
- Amalgam Comics
- Dias de um Futuro Esquecido
- Era do Apocalipse
- Esquadrão Supremo
- Exilados
- Guardiões da Galáxia
- Heróis Renascem
- Marvel 2099
- Marvel Age
- Marvel Mangaverse
- Marvel UK
- MC2 (Marvel Comics 2)
- Novo Universo
- E se?
- Poder Supremo
- Terra X (*) não confundir com a Terra X do Universo DC!
- Ultimate Marvel
- Ultraverso
- What The--?! (inicialmente, Star)
- Guerra Infinita
- X-Men Adventures (baseado nos X-Men: A Série Animada)
- X-Men: Evolution (baseado nos desenhos animados X-Men Evolution)
- X-Men: O Filme (adaptação dos filmes dos X-Men)
- Zumbiverso (Terra onde todos os Heróis foram transformados em Zumbis)
- Marvel Apes: Realidade onde existem as versões símias (macacos) dos heróis da realidade 616, o universo Marvel principal.
- Terra MvC: Terra Onde Se Passa Os Jogos "Marvel Vs Capcom".

## Relação com o Mundo Real
Como principais semelhanças entre este universo e a vida real, podemos apontar:
- Possui as mesmas cidades, países e continentes no planeta Terra.
- A história do homem e da civilização e a cultura são similares.
- É habitado por celebridades do mundo real como atores, políticos e escritores.

Como principais diferenças podemos apontar:
- Presença de super-seres, que são os personagens da editora.
- Leis naturais não exatamente iguais às reais, podendo variar de acordo com as necessidades das história sendo escrita.
- Múltiplos universos paralelos, com versões alternativas dos personagens e suas histórias.
- Universo completamente povoado por alienígenas que visitam a Terra frequentemente. Foi estabelecido que estes aliens são provenientes de regiões reais do Universo conhecido, por exemplo os Chitauris vieram de um planeta que orbita uma estrela da Constelação de Touro, os Kree são provenientes da Grande Nuvem de Magalhães e os Skrulls são provenientes de um planeta localizado na Galáxia de Andrômeda.
- Tecnologias avançadíssimas nas mãos dos terrestres do tempo presente, que, aparentemente, não provocam nenhuma mudança profunda na economia e relações mundiais.
- Existência dos deuses de todas as religiões e mitologias do mundo antigo ao mesmo tempo.
- Presença de seres mitológicos de diversas culturas de todas as épocas, como ogros, trols, valquírias, vampiros, lobisomens, zumbis, fadas, bruxas, fantasmas, anjos, demônios, duendes, elfos, dragões, e monstros de todo tipo.

Em maio de 1970 (revista Fantastic Four#98, publicada no Brasil na revista da Rio Gráfica Editora Os Quatro Fantásticos #14), Stan Lee escreveu uma história em que o Quarteto Fantástico assistia pela TV com entusiasmo o pouso na Lua da Apollo 11. Uma vez que todos sabiam que o Quarteto já havia estado no satélite, descobriu a Área Azul e encontrou o Vigia, não se entendia tal atitude. Afora o patriotismo, talvez a história tenha demonstrado que Lee pretendia até mesmo de forma ingênua, deixar o Universo Marvel sempre o mais parecido possível com o mundo real. Após Lee, todavia, haveria algumas mudanças.
Podemos citar como a mais dramática a mostrada na história do Capitão América contra o Império Secreto (revista Captain America # 175, 1974), quando o herói descobre a identidade do líder da organização criminosa, que logo em seguida se suicida. Embora não apareça o rosto do vilão, fica claro pelo que diz e por todo o contexto, tratar-se de Richard Nixon. Assim, no Universo Marvel Nixon se suicidou logo após Watergate, ao contrário do mundo real.
Se supusermos que essa mudança não teve implicações visíveis com os paralelos da vida real, pois Nixon saiu de cena (como se realmente tivesse "morrido"), o fato é que o princípio de Lee havia sido alterado. Não por acaso, nos anos 1980 seria criado o conceito da Terra 616. Quem a propôs foi Alan Moore, um conhecido adepto da Teoria do Caos. Para esse autor, não existe mudanças sem consequências (Efeito Borboleta, como é conhecido atualmente). Em sua mini-série Watchmen, por exemplo, o advento dos super-heróis americanos nos anos 1940 levaria a que os Estados Unidos vencessem a Guerra do Vietnã e lançassem o mundo às portas de uma Guerra Nuclear.

## Utilidade Editorial
- Reutilização de personagens, como por exemplo, inimigos populares de um personagem serem postos para enfrentar outro.
- Crossovers, tanto simples, entre dois personagens em uma edição ou mini-série, quanto mega-crossovers, envolvendo quase todos os títulos e durando meses.
- Referência para novas séries, como spin-offs, prequelas ou releituras de vários tipos.

## Desvantagens
Apesar da utilidade e das vantagens de um universo ficional comum a várias publicações, existem também desvantagens. Alguns dos que afectam o Universo Marvel são:
- Redução de surpresas: Não teria sido possível, por exemplo, desenvolver uma história do Homem-Aranha em que ele investigasse uma suposta existência de extraterrestres, pois já existem vários alienígenas no Universo Marvel, tendo o próprio Aranha já defrontado alguns e viajado no espaço. Uma série como Arquivo X (Brasil) ou Ficheiros Secretos (Portugal) não seria possível neste universo.
- Encaixe cronológico: Cada nova série que é lançada tem que ser encaixada na cada vez mais complexa cronologia. Como exemplo, ao referir-se que o vilão Apocalipse existia desde o Egito Antigo, foi necessário explicar sua ausência nas histórias mais antigas.
- Problemas com a magnitude dos eventos: É comum em filmes e livros de ficção a ocorrência de algum evento em escala global ou mesmo cósmica, como o apagamento do Sol ou um vírus que afete todos os países. Ao criar uma situação assim num universo com muitos títulos mensais, o escritor precisa garantir perante a equipa editorial que os demais personagens da editora irão passar por aquilo de alguma forma. É muito fácil cometer erros de continuidade e vários têm acontecido.
- O mundo superprotegido: Como há vários heróis e criaturas cósmicas que protegem a Terra ou o Universo, fica difícil criar determinados efeitos dramáticos. Num filme como Superman II: A Aventura Continua, por exemplo, a derrota do protagonista significa a derrota da Terra, por se tratar do único super ser a defendê-la. No Universo Marvel, um único vilão ou grupo pequeno não é capaz de ameaçar a todos com essa magnitude.

Ainda assim, é interessante notar como muitos escritores ignoram esse detalhe, talvez deliberadamente. Numa história do Doutor Estranho escrita por Steve Englehart nos anos 1970, um de seus inimigos declara que assim que o derrotar irá controlar a Terra. Ao leitor, no entanto, pode-lhe ocorrer que, caso o vilão o derrote, terá ainda de se defrontar com outros heróis, como o Capitão América ou os X-Men.
Num exemplo mais recente, a morte do Professor Xavier permitiu a Apocalipse dominar o mundo, e a editora chegou a lançar uma história em duas partes, tentando explicar o que aconteceu com os demais heróis, como os Vingadores, o Homem-Aranha ou o Demolidor.

## Concorrentes
Outras editoras de quadrinhos possuem universos semelhantes. O que mais se aproxima do Universo Marvel é o Universo DC, da DC Comics. Este pode se enquadrar perfeitamente na descrição acima, com exceção de que, graças a uma decisão editorial relativamente recente, não está mais preocupado em manter uma similaridade muito grande com o mundo real. Como exemplo dessa despreocupação pode-se mencionar a chegada de Lex Luthor à presidência dos Estados Unidos.

## Crossoverse principais eventos
Era de Ouro
- Namor vs Original Tocha Humana (1940)
- All-Winners Squad (1946)

Década de 1960
- Surgimento dos Vingadores (1963)
- Casamento de Reed Richards e Susan Storm (1965)
- Trilogia de Galactus (1966)

Década de 1970
- Surgimento dos Defensores (1971)
- Guerra Kree-Skrull (1971-1972)
- A Noite em que Gwen Stacy Morreu (1973)
- A Saga de Thanos (1973)
- Saga do Império Secreto (1973-1974)
- Homem de Ferro: O Demônio na Garrafa (1978)
- A Saga de Korvac (1978)
- X-Men: A Saga de Proteus (1979)

Década de 1980
- A Saga da Fênix Negra (1980)
- Dias de um Futuro Esquecido (1981)
- Torneio dos Campeões (1982)
- A Morte do Capitão Marvel (1982)
- A Saga de Surtur (1984)
- Guerras Secretas (1984-1985)
- Guerras Secretas II (1985-1986)
- A Queda de Murdock (1986)
- Massacre de Mutantes (1986)
- Vingadores: Under Siege/Sob Ataque (1986)
- Homem de Ferro: A Guerra das Armaduras (1987)
- A Última Caçada de Kraven (1987)
- A Queda dos Mutantes (1987)
- A Guerra do Alto Evolucionário (1988)
- Inferno (1989)
- Ataques Atlantes (1989)
- Atos de Vingança (1989-1990)

Década de 1990
- X-Men: Programa de Extermínio (1990)
- Thanos em Busca do Poder (1990)
- Desafio Infinito (1991)
- Guerra Infinita (1992)
- Operação Tempestade Galáctica (1992)
- X-Men: A Canção do Carrasco (1992)
- Cruzada Infinita (1993)
- X-Men: A Aliança Falange (1993)
- Homem Aranha: Carnificina Máxima (1993)
- X-Men: Atrações Fatais (1993)
- Saga do Clone (1994-1996)
- A Era do Apocalipse (1995)
- DC vs Marvel: O Conflito do Século (1996)
- Massacre (1996-1997)
- Heróis Renascem (1997)
- X-Men: Operação Tolerância Zero (1997)
- Torneio dos Campeões II (1999)

Década de 2000
- X-Men: Os Doze (2000)
- Segurança Máxima (2000)
- X-Men: Véspera de Destruição (2001)
- Dinastia Kang (2001)
- Abismo Infinito (2002)
- Vingadores: A Queda (2004)
- Guerra Secreta (2004-2005)
- Dinastia M (2005)
- Homem Aranha: O Outro (2005)
- Dizimação M (2006)
- Gênese Mortal (2006)
- Planeta Hulk (2006-2007)
- Guerra Civil (2006-2007)
- Aniquilação (2006-2007)
- A Morte do Capitão América (2007)
- Espécie em Extinção (2007)
- Hulk Contra o Mundo (2007)
- Aniquilação: Conquista (2007-2008)
- X-Men: Imperador Vulcano (2007)
- X-Men: Complexo de Messias (2007-2008)
- Homem Aranha: Um Dia a Mais (2007-2008)
- Divididos Venceremos (2008)
- Invasão Secreta (2008)
- X-Men: Destronador (2008-2009)
- Destino Manifesto (2008-2009)
- Capitão América: Renascido (2009)
- Guerra Messiânica (2009)
- Reinado Sombrio (2009)
- Utopia (2009)
- Nação X (2009)
- Guerra de Reis (2009)
- Necrosha (2009-2010)
- Domínio de Reis (2009-2010)
- Cerco (2009-2010)
- Queda dos Hulks (2009-2010)

Década de 2010
- X-Men: Nação X (2010)
- Segundo Advento (2010)
- Era Heróica (2010)
- Guerra Contra Destino (2010)
- A Imperativa Thanos (2010)
- A Guerra dos Hulks (2010)
- Maldição dos Mutantes (2010)
- Demolidor: Terra das Sombras (2010)
- Vingadores: A Cruzada da Inocência (2010-2011)
- Wolverine Vai Para o Inferno (2010-2011)
- Guerra do Caos (2011)
- Morte de Johnny Storm (2011)
- A Era do X (2011)
- Massacre Renasce (2011)
- A Essência do Medo (2011)
- Ilha Aranha (2011)
- X-Men: Cisma (2011)
- X-Men: Regênese (2011)
- Vingadores vs. X-Men (2012)
- Exilado (2012)
- Confins da Terra (2012)
- A Era de Ultron (2013)
- X-Termination (2013)
- Infinito (2014)
- X-Men: A Batalha do Átomo (2014)
- Vendetta (2014)
- O Julgamento de Jean Grey (2014)
- Guerra Revolucionária (2014)
- Pecado Original (2014)
- A Morte de Wolverine (2014)
- Spider-Verse (2014)
- Time Runs Out (2014)
- O Vórtex Negro (2014)
- Vingadores e X-Men: Eixo (2015)
- Guerras Secretas (2015-2016)
- Vingadores: Impasse (2016)
- Mulheres Aranha (2015)
- Guerras Apocalípticas (2016)
- A Morte do X (2016)
- A Conspiração dos Clones (2016-2017)
- Guerra Civil II (2016-2017)
- A Morte do X (2016-2017)
- Grounded (2017)
- Inumanos Vs X-Men (2017)
- Monsters Unleashed (2017)
- Império Secreto (2017)
- 'Til Death Do Us (2017)
- Armas de Destruição Mutante (2017)
- Venomverse (2017)
- Mundos Colidem (2017)
- Mojo World Wide (2017)
- Venom Inc. (2017)
- O Retorno de Jean Grey (2017)
- RessurXion (2017-2018)